# Pero behrensarius
Pero behrensarius là một loài bướm đêm trong họ Geometridae.